# Plegadiphilus threskiornis
Plegadiphilus threskiornis är en insektsart som beskrevs av Bedford 1939. Plegadiphilus threskiornis ingår i släktet Plegadiphilus och familjen spolätare. Inga underarter finns listade i Catalogue of Life.